# Witold Skaruch
Witold Skaruch (Ciechanów, 11 januari 1930 - Konstancin-Jeziorna, 17 februari 2010) was een Pools acteur.
Skaruch studeerde aan de Poolse theateracademie. Hij begon zijn carrière in Szczecin, maar verhuisde later naar Warschau, waar hij van 1955 tot 1992 verbonden was aan het Dramatheater van Warschau. Daarnaast speelde hij ook mee in meer dan 100 films en televisieproducties, hoofdzakelijk in een bijrol. Hij regisseerde ook in verschillende theaters in en rond de stad.

## Filmografie (selectie)
- Ostatnia akcja (2009)
- Wszyscy jesteśmy Chrystusami (2006)
- Parę osób, mały czas (2005)
- Ajlawju (1999)
- Nic śmiesznego (1995)
- Dwa księżyce (1993)
- Pogranicze w ogniu (tv-serie 1988-1991)
- Mistrz i Małgorzata (1988)
- Kobieta w kapeluszu (1984)
- Widziadło (1983)
- Alternatywy 4 (tv-serie 1983)
- Kariera Nikodema Dyzmy (tv-serie 1980)
- Nie lubię poniedziałku (1971)
- Pogoń za Adamem (1970)
- Pan Wołodyjowski (1969)
- Piekło i Niebo (1966)
- Pieczone gołąbki (1966)
- Jak być kochaną (1962)
- Zezowate szczęście (1960)
- Pociąg (1959)